# 余姚四碑亭
余姚四碑亭，又名余姚“四先贤碑亭”，或“四先贤故里碑亭”，是浙江省宁波市余姚的一处古建筑。現為余姚市文物保护单位。

## 纪念内容
四碑亭位于今余姚市龙泉山上。四座碑亭均为石质，亭中立碑。四座碑亭分别纪念故乡在余姚的四位思想家，分别为：
- 王守仁：明朝哲学家、思想家、政治家、军事家、教育家、文学家、书法家、诗人。阳明学创始人。
- 黄宗羲：明清之际哲学家、思想家，梨洲学派创始人。
- 朱舜水：明清之际思想家，日本水户学派奠基人之一。
- 严子陵：东汉初年隐士，隐士文化早期重要人物。

以上四人又并称为“余姚四贤”。其中黄宗羲与王夫之、顾炎武并称为“明末清初三大思想家”。黄宗羲、朱舜水和顾炎武、方以智、王夫之并称为“清初五大师”。

## 历史梗概
四碑亭中的石碑又被称为“四先贤故里碑”。其中严子陵、王守仁的故里碑建于清朝乾隆十九年（1754年）。其中王守仁的故里碑在清朝道光十二年（1832年）重修。严子陵的故里碑在道光二十一年（1841年）重修。朱舜水、黄宗羲的故里碑始建于清朝末年。

## 碑刻
| 黄宗羲碑亭 | 朱舜水碑亭 |
| 王守仁碑亭 | 严子陵碑亭 |

四碑亭的碑文、楹联、亭额内容如下：
- 严子陵
  - 碑文：汉高士严子陵故里。
  - 楹联：渺矣纶竿神汉远；依然城廓客星高。
  - 亭额：山高水长。
- 王守仁
  - 碑文：明先贤王阳明故里。
  - 楹联：曾将大学垂名教；尚有高楼揭瑞云。
  - 亭额：真三不朽。
- 朱舜水
  - 碑文：明徽士朱舜水故里。
  - 楹联：东海蹈，曾甘家耄逊荒。千载斯文归后死；南天擎，独苦臣心如水，一江终古属先生。
  - 亭额：胜国宾师。
- 黄宗羲
  - 碑文：明遗献黄梨洲故里。
  - 楹联：孝子忠臣，祀典千秋列东庑；儒林道学，史家特笔著南雷。
  - 亭额：名邦遗献。